# Эгле, Йозеф фон
Йозеф фон Эгле (нем. Joseph von Egle; 23 ноября 1818, Эрбах, Вюртемберг — 5 марта 1899, Штутгарт) — немецкий архитектор, педагог, профессор.

## Биография
Учился сперва в Штутгартской технической школе (впоследствии преобразованном в политехнический институт, ныне Штутгартский университет), потом в Венском политехникуме и, наконец, в Берлинской строительной академии (1839—1841), где главными его наставниками были Г. Штрак и К. Бёттихер.
После окончания академии 1842—1847 гг. провёл в Северной Германии и Англии, состоя корреспондентом журнала «Allgemeine Bauzeitung», посетил Париж и города Италии и, возвратившись в Штутгарт, был в 1848 г. назначен директором школы строительного искусства; в 1852 г. принял на себя, кроме того, должность профессора Политехнического института и исполнял её до 1857 г., стал архитектором Вюртембергского королевского двора.
С 1865 г. был почётным членом Мюнхенской академии художеств, а с 1868 г. — действительным членом Венской академии изобразительных искусств.
Важнейшие из его проектов — здание Штутгартского политехнического института, выстроенное в стиле Возрождения в 1860—1864 гг., но впоследствии искаженное другим архитектором через пристройку к нему не гармонирующего с ним флигеля, и величественная Мариинская церковь в Штутгарте, строго выдержанная в раннеготическом стиле (1872—1878). Церковь Евангелиста Иоанна Тюбингене (1878).
Кроме того, этим талантливым зодчим построено в вюртембергской столице и её окрестностях много роскошных частных домов и вилл, отреставрировано несколько старинных церквей и отделана внутри часть королевского дворца, заключающая в себе до 40 залов и комнат (1864—1867).
Й. Эгле известен также изданием составленного им сочинения «Schattierlehre der Oberflächen regelmässiger Körper» (Штутгарт, 1855) .

## Избранные публикации
- Beschreibung des Ulmer Chorgestühls. In: Baudenkmäler aus Schwaben. Stuttgart 1867.
- Schattierlehre der Oberflächen regelmäßiger Körper. Stuttgart 1855.
- Die Stifts-Kirche zu Wimpfen im Thal. [Kgl. Baugewerksschule], Stuttgart 1874
- Praktische Baustil- und Bauformenlehre. Erläuternder Text. Stuttgart 1905 (uni-stuttgart.de).

## Награды
- 1864: Почётный гражданин города Штутгарта.
- 1864: Рыцарский крест ордена Вюртембергской короны
- 1864: Возведён в личное дворянство
- 1878: Почётный гражданин города Ульм.
- 1879: Крест Ордена Фридриха.
- 1889: Почётный крест ордена Вюртембергской короны
- Большая золотая медаль за искусство и науку
- Крест Ордена дома Гогенцоллернов
- Офицер Персидского Ордена Льва и Солнца